# 山城ショウゴ
山城 ショウゴ（やましろ ショウゴ、男性、1992年9月16日 - ）は、日本の作曲家、編曲家。

## 来歴
大阪府大阪市出身。2014年、映画『ガンバレとかうるせぇ』の出演をきっかけに、劇中の音楽と主題歌を担当。作曲家としての活動を開始する。
シンガーソングライターとしてソニー・ミュージックアーティスツの育成枠に所属した後、主に劇伴の制作に携わる。

## 出演
- ガンバレとかうるせぇ（2014）

## 主な作品

### 映画
- ガンバレとかうるせぇ（2014）
- きらわないでよ（2015）
- 全力で走る（2016年）
- 福岡インディペンデント映画祭　オープニングムービー　（2016）
- 金色（2017年）
- このまちで暮らせば（2018年）
- あおいろなおし（2018年）
- きっとゲリラ豪雨（2018年　HKT48 1st アルバム特典映像）
- この街と私（2019年）
- きみは愛せ（2020年）
- 愛うつつ（2021年）
- HAKUSHI PROJECT（2022年）

### テレビドラマ
- 波よ聞いてくれ（2023年、テレビ朝日）

### ゲーム
- 春ゆきてレトロチカ（2022年）

### テレビ・アニメ
- ガード下ワンダーランド（2018　BS　TBS）
- ヴィジランテ-僕のヒーローアカデミア ILLEGALS-（2025年、共同：林ゆうき、古橋勇紀）[1]

### 舞台
- イマーシブシアター『サクラヒメ』〜『桜姫東文章』より〜（2020年、共同：林ゆうき、高木亮志）

### CM音楽
- 第35期竜王戦（読売新聞）